# Alamor
Alamor é uma localidade do Equador.